# شوبا منصور
شوبا منصور قريه سودانية، من قري مدينه كبكابية في ولاية شمال دارفور. تبعد ن مدينه كبكابية حوالي10 كيلو متر. يبلغ عدد سكانها ال200 نسمه. النشاط الأساسي للسكان الزراعة المطرية والمروية وتربيه المواشي. عدد المتعلمين يفوق ال 90% من اجمالي عدد السكان إين اساس الشوبا 